# Коперницкий, Францишек
Францишек Коперницкий (пол. Franciszek Kopernicki; 1 апреля 1824 д. Чижувка, Киевская губерния, Юго-Западный край, Российская империя — 25 ноября 1892 Станиславов, Галиция, Австро-Венгрия) — польский революционер, полковник повстанческих войск, активный участник Польского восстания 1863 — 1864 годов.

## Биография
Францишек Коперницкий родился 1 апреля 1824 года в деревне Чижувка, (Киевская губерния, Юго-Западный край, Российская империя) в семье Станислава Коперницкого (1790 — 1866) и его жены Марианны Коперницкой (в девичестве Пеньковская). Был вторым из трех детей в семье, у Францишека были также брат и сестра. Учился в Виннице. В феврале 1843 года присоединился к Русской императорской армии. Принимал участие в Крымской войне, после ее завершения, некоторое время проходил службу в Туле и Москве. В 1861 году переведен для несения службы в город Калиш (Царство Польское). В июне 1862 года Коперницкому было присвоено звание майора, однако уже в сентябре того же года, он подал в отставку, которая была принята.   

### Участие в восстании 1863 — 1864 годов
В январе 1863 года Францишек Коперницкий прибыл из Одессы в Варшаву, однако несколько месяцев оставался в стороне от вооруженной борьбы. Лишь в апреле 1863 года он предложил свои услуги в качестве повстанческого командира Национальному правительству. В том же месяце он был произведен в подполковники и назначен офицером по особо важным поручениям при штабе бригадного генерала Эдмунда Тачановского численность отряда которого колебалась от 1500 до 2000 человек. Тачановский назначил Коперницкого командующим всей кавалерией отряда численность которой была около 420 человек. 
После разгрома отряда Тачановского в Сражении под Крушиной в конце августа, и эмиграции последнего за границу в первых числах сентября 1863 года, Францишек Коперницкий возглавил остатки повстанческого подразделения. 7 сентября 1863 года был произведен в полковники. Пытался всеми силами реорганизовать затухающую партизанскую борьбу в Люблинском воеводстве. С незначительным конным отрядом действовал до 7 мая 1864 года после чего распустил его остатки и уехал в Лейпциг.

## После восстания
После бегства в Лейпциг, Коперницкий очень скоро переехал с семьей в Швейцарию. Тем не менее в 1869 году переехал в Галицию и поселился в Станиславове, где прожил до 1874 года работая в сфере дорожного строительства. В начале 1875 года перебрался в Краков, а через год в Новы-Сонч, где прожил до конца 1880-х годов. В последние годы жизни вернулся в Станиславов, где работал в городском казначействе и занимался написанием мемуаров вышедших под названием «Дневник Январского восстания» в 1959 году. Скончался Францишек Коперницкий 25 ноября 1892 года в возрасте 68 лет.